# Шампиньель
Шампиньель (фр. Champignelles) — коммуна во Франции в департаменте Йонна региона Бургундия.
Шампиньель известен с XII века как владение рода Куртене.
Начиная с 2003 года в Шампиньеле ежегодно проводится фестиваль классической музыки.

## Фотогалерея

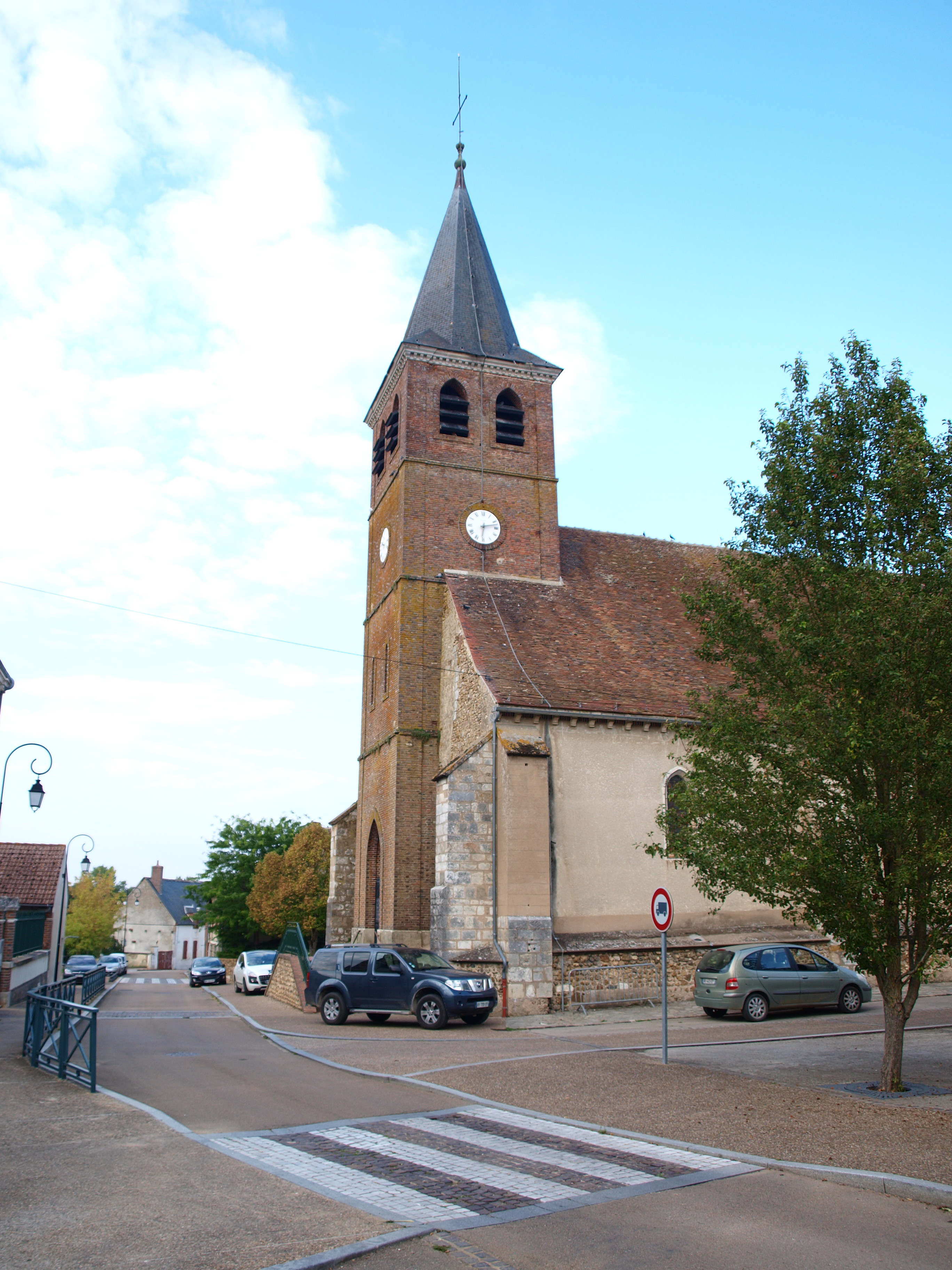
Церковь